# Angus Konstam
Angus Konstam (Aberdeen, 2 gennaio 1960) è uno storico e scrittore scozzese.
Al 2018 aveva scritto oltre sessanta libri sulla storia navale, sulla pirateria e realizzato atlanti storici.